# Dino Ciccarelli
Dino L. Ciccarelli (ur. 8 lutego 1960 w Sarnii) – kanadyjski profesjonalny hokeista na lodzie. Rozegrał 19 sezonów w NHL, z czego blisko połowę w Minnesota North Stars. Sukcesy odnosił też będąc zawodnikiem zespołu Detroit Red Wings, w barwach którego uzyskał trzeci wynik w karierze pod względem liczby strzelonych bramek w sezonie. W NHL zdobył łącznie 1200 punktów, a 608 bramek w NHL jest ich największą liczbą zdobytych przez zawodnika przystępującego do draftu, lecz niewybranego przez żadną drużynę NHL. Ciccarelli został wprowadzony do Hockey Hall of Fame w 2010 roku.

## Kariera

### Sarnia Bees (1975–76)
Ciccarelli dorastał grając w hokeja w swoim rodzinnym mieście Sarnia, w południowo-zachodniej lidze Ontario Hockey Association. W druźynie Sarnia Junior B rozpoczął grę w wieku 15 lat jesienią 1975 roku, kończąc sezon z dorobkiem 45 goli i 43 asyst w zaledwie 40 meczach. Ciccarelli jest jednym z dwóch graczy zespołu Sarnia Junior B, którzy zostali wprowadzeni do Hockey Hall of Fame (drugą osobą jest Phil Esposito występujący w drużynie Pszczół w 1961 roku).

### London Knights (1976–80)
W wieku 16 lat Ciccarelli dołączył do London Knights z OMJHL (Ontario Major Junior Hockey League) w rozgrywkach 1976–1977. W jego pierwszym sezonie z Rycerzami zdobył 39 bramek i łącznie 82 punkty w 66 meczach, zajmując piąte miejsce w klasyfikacji punktujących zespołu. W play-off Ciccarelli strzelił 11 goli i 24 punkty w 20 meczach. Zespół zakończył sezon przegrywając z Ottawa 67’s w finale Pucharu Johna Rossa Robertsona.
W jego drugim sezonie (1977–78) z Rycerzami, Ciccarelli strzelił 72 bramki w lidze, zostając jej najskuteczniejszym strzelcem, oraz zanotował 70 asyst łącznie zdobywając 142 punkty, co było trzecim wynikiem sezonu w całej OMJHL. W play-offach Ciccarelli zdobył 6 goli i 16 punktów w dziewięciu meczach. Po sezonie Dino został nagrodzony Trofeum Jima Mahona dla najskuteczniejszego prawoskrzydłowego w OMJHL.
Prowadząc w ligowej klasyfikacji strzelców, w trakcie jednego z porannych treningów doznał złamania kości udowej prawej nogi. Ciccarelli potknął się na odłamku kija hokejowego i uderzył w bandę. W efekcie założono mu 40-centymetrową, stalową szynę, którą nosił przez 25 miesięcy. Z powodu kontuzji Ciccarelli w sezonie 1978–79 pojawił się w zaledwie 30 meczach, zdobywając 8 goli i 19 punktów. W siedmiu meczach fazy play-off strzelił 3 gole i 5-krotnie asystował. Po tym, jak nie został wybrany przez żaden zespół w trakcie NHL Entry Draft, Ciccarelli podpisał kontrakt na zasadzie wolnego transferu z Minnesota North Stars 28 września 1979 roku.
North Stars pozostawiły Ciccarellego w zespole Knights na kolejny sezon 1979-80. Po nieudanych poprzednich rozgrywkach Ciccarelli powrócił do normalnej dyspozycji zdobywając 50 bramek, 53 asysty i łącznie 103 punkty. W pięciu meczach fazy play-off Ciccarelli strzelił 2 gole i uzyskał łącznie 8 punktów.

### Minnesota North Stars (1980–89)
Debiut Ciccarellego w profesjonalnym hokeju miał miejsce pod koniec sezonu 1979–80 w CHL (Central Hockey League) w zespole Oklahoma City Stars (filii Minnesota North Stars). Zdobycz Ciccarellego w sześciu meczach z Oklahoma City to 3 bramki i 5 punktów.
Większą część sezonu 1980–81 Ciccarelli spędził w Oklahoma City Stars. Rozegrał 48 gier, strzelił 32 gole i zdobył 57 punktów. Został włączony do składu Minnesota North Stars i w pierwszym sezonie w NHL wystąpił w 32 meczach, zdobył 18 bramek i 12-krotnie asystował (30 punktów). W 19 meczach fazy play-off Ciccarelli strzelił 14 goli i zdobył 21 punktów, docierając ze swoją drużyną do finału Pucharu Stanleya w 1981 roku, przegranym z New York Islanders.
Ciccarelli spędził cały sezon 1981–82 w zespole North Stars, w trakcie którego rozegrał 76 meczów. Z 55 golami został najskuteczniejszym zawodnikiem zespołu. W sezonie regularnym zdobył 106 punktów. 9 lutego 1982 wziął udział w 34 meczu gwiazd organizowanym przez Washington Capitals. Jako zawodnik Minnesoty był w zespole Campbell Conference (obecnie Western Conference), między innymi asystując przy bramce Wayne’a Gretzky’ego w przegranym 4–2 meczu z Wales Conference (obecnie Eastern Conference). W fazie play-off Ciccarelli zdobył 3 bramki i 4 punkty w 4 meczach.
W sezonie 1982–83 Dino Ciccarelli stracił na skuteczności strzelając 37 bramek i zdobywając 75 punktów w 77 meczach. Mimo gorszych wyników od tych z ubiegłego sezonu, ponownie pojawił się w meczu gwiazd, tym razem zorganizowanym przez New York Islanders. Dino zdobył bramkę i asystę, pomagając w zwycięstwie Campbell Conference 9–3 nad Wales Confference. W play-offach Ciccarelli pojawił się w 9 meczach, strzelił cztery gole i zdobył 10 punktów.
Sezon 1983–84 był dla Ciccarellego udany. W sezonie regularnym strzelił 38 goli i łącznie uzyskał 71 punktów w 79 meczach, kolejny raz pomagając North Stars w dotarciu do fazy play-off. W 16 meczach fazy pucharowej Dino zdobył 4 gole i 9 punktów. Drużyna North Stars przegrała z Edmonton Oilers w finale Campbell Conference.
W sezonie 1984–85 Ciccarelli kolejny raz był trapiony przez kontuzje. Rozegrał 51 meczów, w których strzelił zaledwie 15 goli i zdobył 32 punkty. To był najsłabszy sezon pod względem dorobku punktowego od czasu debiutanckiego 1980–81 i z najmniejszą zdobyczą bramkową w całej karierze. W 9 meczach play-off Ciccarelli zdobył 3 bramki i 6 punktów.
Sezon 1985–86 był dla Ciccarellego był również udany, jak ten sprzed 2 lat. Dino nie był nękany przez urazy, przez co mógł wystąpić w 75 meczach, w których zdobył 44 gole, zostając najskuteczniejszym strzelcem drużyny. Dzięki zdobytym 89 punktom to był najlepszy sezon od rozgrywek 1981-82. W 5 meczach fazy play-off Ciccarelli raz asystował przy bramce.
W sezonie 1986–87 Ciccarelli poprawił swoje statystyki z poprzednich rozgrywek, zdobywając 52 bramki i 103 punkty w 80 meczach, prowadząc w obu klubowych klasyfikacjach. Mimo rekordowego sezonu Dino Ciccarellego, drużyna North Stars nie grała na miarę oczekiwań i nie awansowała do fazy play-off.
Sezon 1987–88 był dla Ciccarellego trzecim z rzędu ze zdobytymi 40 lub więcej bramkami. Po raz kolejny został najskuteczniejszym i najlepiej punktującym zawodnikiem North Stars z 41 bramkami i 86 punktami w 67 meczach. Mimo to, drużynie z Minnesoty drugi raz z rzędu nie udało się wywalczyć awansu do fazy play-off.
W trakcie sezonu 1988–89 Ciccarelli po 6 latach przerwy, po raz kolejny został wybrany do meczu gwiazd zorganizowanym w Edmonton w 1989 roku. Mecz Campbell Conference (zachód) przeciwko Wales Conference (wschód) wygrała drużyna z zachodu z wynikiem 9-5. Łącznie w sezonie 1988–89 Ciccarelli rozegrał 65 meczów, strzelił 32 gole i 27 razy asystował. 7 marca 1989 drużyny Minnesota North Stars i Washington Capitals dokonały wymiany Dino Ciccarellego i Boba Rouse'a w zamian za Mike’a Gartnera i Larry’ego Murphy’ego.

### Washington Capitals (1989–92)
Sezon 1988–89 Ciccarelli zakończył już w barwach Washington Capitals. Występując w 11 meczach strzelił 12 goli i trzykrotnie asystował, pomagając drużynie awansować do fazy play-off. Swój pierwszy mecz jako Capital rozegrał 8 marca 1989 roku, w przegranym 3–2 meczu z Montreal Canadiens, nie zdobywając przy tym żadnego punktu. Swoją pierwszą bramkę w Waszyngtonie zdobył 11 marca 1989, pokonując bramkarza New York Rangers Johna Vanbiesbroucka. Spotkanie zakończyło się zwycięstwem Caps 4-2. 18 marca 1989 Ciccarelli miał duży udział w zwycięstwie 8–2 nad Hartford Whalers, strzelając 4 bramki i asystując przy kolejnych 3. Pierwszy mecz w play-off w barwach Caps Ciccarelli rozegrał 5 kwietnia 1989 roku. Mecz zakończył się zwycięstwem 3–2 nad Philadelphia Flyers, jednak Dino nie zdobył żadnego punktu. Pierwszą bramkę w fazie play-off w drużynie z Waszyngtonu zdobył 6 kwietnia 1989, strzelając Ronowi Hextallowi w przegranym 3–2 meczu z Flyers. Ciccarelli zagrał w sześciu meczach, w których strzelił 3 bramki i zdobył 6 punktów, zanim Caps zostali wyeliminowani przez zespół z Filadelfii.
W pierwszym pełnym sezonie 1989–90 w barwach Caps Ciccarelli strzelił 41 goli. Był to jego piąty kolejny sezon z 40 lub więcej bramkami, a liczba zdobytych 79 punktów sprawiła, że również był najlepiej punktującym z Caps. 6 lutego 1990 Ciccarelli zdobył 4 bramki w zwycięskim 12–2 meczu z Quebec Nordiques. W rozgrywkach play-off Ciccarelli zdobył 8 goli i 11 punktów w ośmiu meczach, przed urazem doznanym 21 kwietnia 1990 w meczu przeciwko New York Rangers, który wyłączył go z gry do końca sezonu. Strzelił hat tricka w play-off przeciwko New Jersey Devils w meczu zwyciężonym 5–4 w dogrywce, 5 kwietnia 90.
Ciccarelli opuścił 26 meczów w sezonie 1990–91, zdobywając 21 bramek i 39 punktów, najmniej od sezonu 1984-85. Strzelił hat tricka w wygranym 6–3 meczu przeciwko Edmonton Oilers 8 lutego 1991. Mimo słabych statystyk w sezonie regularnym, w rozgrywkach play-off Ciccarelli był efektywny – jego dorobek to 5 bramek i 9 punktów w 11 meczach.
Dino odnalazł formę w sezonie 1991–92, co było widać po jego statystykach – 38 goli i 76 punktów, które wydatnie przyczyniły się do kolejnego awansu Capitals do play-off. W play-off 25 kwietnia 1992 Ciccarelli zdobył 4 bramki w meczu z Pittsburgh Penguins wygranym 7-2. W 7 meczach zdobył 5 bramek i 9 punktów. 20 czerwca 1992 Dino Ciccarelli został oddany do Detroit Red Wings za Kevina Millera.

### Detroit Red Wings (1992–96)
Ciccarelli zadebiutował w Detroit Red Wings 6 października 1992 roku, w przegranym 4–1 meczu z Winnipeg Jets. 8 października 1992 Ciccarelli zdobył swoją pierwszą bramkę jako Red Wing, strzelając Kelly’emu Hrudeyowi z Los Angeles Kings w zwycięskim 5–3 meczu. Pierwszy sezon w Detroit zakończył z dorobkiem 41 bramek i 97 punktów, drugim pod względem skuteczności w drużynie Detroit Red Wings. Liczba zdobytych punktów była najwyższa od sezonu 1986–87, kiedy zdobył ich 103 będąc zawodnikiem Minnesoty North Stars. Pierwszy mecz w play-off w barwach Red Wings Ciccarelli zagrał 19 kwietnia 1993 roku, notując asystę przy bramce w zwycięskim 6–3 meczu z Toronto Maple Leafs. Pierwszego gola w play-off w zespole z Detroit zdobył 27 kwietnia 1993 roku strzelając Félixowi Potvinowi w przegranym 5–4 meczu z Maple Leafs. 29 kwietnia 1993 Ciccarelli strzelił hat tricka dla Red Wings w zwycięstwie 7–3 nad drużyną z Toronto. Ogółem Ciccarelli pojawił się na lodowisku w 7 meczach fazy play-off, w których strzelił 4 bramki i zanotował 2 asysty.
W kolejnym sezonie 1993–94 Ciccarelli zdobył 28 bramek i zanotował 29 asyst w 66 meczach, co łącznie dało 57 punktów. Tym samym zanotował 40-punktowy spadek względem ubiegłego sezonu. 5 kwietnia 1994 w meczu przeciwko Vancouver Canucks strzelił cztery gole i dołożył dwie asysty, co przyczyniło się do zwycięstwa 8–3 nad Orkami. W play-offach tego sezonu Ciccarelli zdobył 5 goli i 7 punktów w 7 meczach.
Ze względu na lokaut i skrócony sezon 1994–95 Ciccarelli pojawił się w 42 meczach, w których zdobył 16 bramki i 43 punkty, co dało mu trzecie miejsce w klasyfikacji drużynowej. 22 marca 1995 Ciccarelli zanotował 4 asysty w meczu z Winnipeg Jets. Mecz zakończył się zwycięstwem Wshington Capitals 6-3. W play-offach 11 maja 1995 Ciccarelli zdobył hat tricka przeciwko Dallas Stars w zwycięskim meczu 5-1. Play-offy zakończył z 9 golami i 11 punktami w 16 meczach, a Red Wings przegrali dopiero w finale Pucharu Stanleya z New Jersey Devils.
W sezonie 1995–1996 Ciccarelli strzelił 22 gole i zdobył 43 punkty w 64 meczach, pomagając Red Wings ustanowić rekord NHL w liczbie zwycięstw w sezonie zasadniczym z 62 wygranymi. W fazie play-off Ciccarelli trafił sześciokrotnie i asystował 11 razy w 17 meczach. 27 sierpnia 1996 roku Detroit Red Wings oddali Ciccarellego Tampa Bay Lightning w zamian za prawo wyboru w czwartej rundzie draftu w 1998 NHL Entry Draft.

### Tampa Bay Lightning (1996–98)
Pierwszy mecz w barwach Tampa Bay Lightning Ciccarelli rozegrał 5 października 1996 roku, zdobywając bramkę i dwa punkty w zwycięskim 4–3 meczu z Pittsburgh Penguins. 8 listopada 1996 Ciccarelli strzelił hat tricka, również przeciwko drużynie z Pittsburgha (mecz zakończył się remisem 5–5). Wziął udział w meczu gwiazd NHL w 1997 roku zorganizowanym w San Jose w Kalifornii, pomagając Konferencji Wschodniej w zwycięstwie 11–7 nad Konferencją Zachodnią. Sezon 1996–97 skończył z 77 występami i największą liczbą bramek w drużynie (35), łącznie zdobywając 60 punktów.
Sezon 1997–98 rozpoczął z Błyskawicami. Zagrał w 34 meczach, w których strzelił 11 goli i zdobył 17 punktów. 15 stycznia 1998 Tampa Bay Lightning oddali Ciccarellego i Jeffa Nortona do drużyny Florida Panthers za Marka Fitzpatricka i Jodiego Hulla.

### Florida Panthers (1998–99)
Ciccarelli swój pierwszy mecz z Floryda Panthers zagrał 21 stycznia 1998. Pierwszą bramkę dla Panter trafił 3 dni później, 24 stycznia 1998, pokonując Kelly’ego Hrudeya z San Jose Sharks (mecz zakończył się remisem 1–1). Sezon z Florida Panthers zakończył z dorobkiem 5 goli i 16 punktów w 28 meczach.
W sezonie 1998-99 Ciccarelli doznał kontuzji pleców w meczu z Chicago Blackhawks 4 listopada 1998 roku, która wyłączyła go z gry przez blisko cały sezon. Zagrał tylko w 14 spotkaniach, w których strzelił 6 goli i 7 punktów. 31 sierpnia 1999 roku Ciccarelli poinformował o zakończeniu zawodowej kariery.

### Kariera międzynarodowa
Ciccarelli w czasie swojej kariery reprezentował Kanadę na kilku międzynarodowych imprezach. W Mistrzostwach Świata Juniorów w hokeju na lodzie w 1980 roku w Helsinkach Ciccarelli w 5 meczach trafił pięciokrotnie i raz asystował. Drużyna Klonowych Liści zajęła piąte miejsce na tym turnieju. W Mistrzostwach Świata w 1982 roku organizowanych w Finlandii, Ciccarelli zdobył 2 gole i 3 punkty w 9 meczach, a Kanadyjczycy zdobyli brązowy medal. Zagrał także na Mistrzostwach Świata w 1987 roku w Austrii, zdobywając 4 bramki i 6 punktów w 10 meczach, kończąc turniej ze swoją reprezentacją na czwartym miejscu.

## Kontrowersje
Kariera Ciccarellego nie była wolna od kontrowersji, zarówno na lodowisku jak i poza nim. W 1987 roku przyznał się do publicznego obnażania się i został oddany pod roczny dozór kuratora. 6 stycznia 1988 roku, w trakcie spotkania w hali Maple Leaf Gardens, Ciccarelli w brutalny sposób zaatakował obrońcę drużyny z Toronto Luke’a Richardsona. Dino był znany ze swojego temperamentu, więc po otrzymaniu bodiczeku w plecy od zawodnika Leafs, rewanż był niemal pewny. Odwdzięczył się w najmniej dyskretny sposób, uderzając znacznie wyższego Richardsona kijem w głowę. W wyniku tego incydentu Ciccarelli został uznany winnym napaści, ukarany grzywną 1000 dolarów i skazany na jeden dzień pobytu w więzieniu. Richardson natomiast nie doznał żadnego urazu. Było to prawdopodobnie pierwsze pozbawienie wolności zawodnika NHL za atak na innego gracza na lodowisku.

## Galeria sław
Ciccarelli został wprowadzony do Galerii Sław Hokeja (Hockey Hall of Fame) w 2010 roku, 8 lat po tym, jak spełnił warunek nieuczestniczenia przez 3 lata w profesjonalnym meczu hokejowym. W prasie pojawiały się informacje, że powodem 8 lat zwłoki były wcześniejsze problemy z prawem Ciccarellego.
Jego juniorska drużyna London Knights zastrzegła numer 8, z którym występował w barwach Rycerzy.

## Nagrody i osiągnięcia
- druga drużyna gwiazd OMJHL (1978)
- NHL All-Star Game (1982, 1983, 1989, 1997)
- brązowy medal Mistrzostw Świata w hokeju na lodzie 1983

## Statystyki

### Sezon zasadniczy i play-off
| 1975–76     | Sarnia Bees           | WOHL        | 40   | 45  | 43  | 88   | —    | —   | —  | —  | —   | —   |
| 1976–77     | London Knights        | OMJHL       | 66   | 39  | 43  | 82   | 45   | 20  | 11 | 13 | 24  | 14  |
| 1977–78     | London Knights        | OMJHL       | 68   | 72  | 70  | 142  | 49   | 9   | 6  | 10 | 16  | 6   |
| 1978–79     | London Knights        | OMJHL       | 30   | 8   | 11  | 19   | 35   | 7   | 3  | 5  | 8   | 0   |
| 1979–80     | London Knights        | OMJHL       | 62   | 50  | 53  | 103  | 72   | 5   | 2  | 6  | 8   | 15  |
| 1979–80     | Oklahoma City Stars   | CHL         | 6    | 3   | 2   | 5    | 0    | —   | —  | —  | —   | —   |
| 1980–81     | Oklahoma City Stars   | CHL         | 48   | 32  | 25  | 57   | 45   | —   | —  | —  | —   | —   |
| 1980–81     | Minnesota North Stars | NHL         | 32   | 18  | 12  | 30   | 29   | 19  | 14 | 7  | 21  | 25  |
| 1981–82     | Minnesota North Stars | NHL         | 76   | 55  | 51  | 106  | 138  | 4   | 3  | 1  | 4   | 2   |
| 1982–83     | Minnesota North Stars | NHL         | 77   | 37  | 38  | 75   | 94   | 9   | 4  | 6  | 10  | 11  |
| 1983–84     | Minnesota North Stars | NHL         | 79   | 38  | 33  | 71   | 58   | 16  | 4  | 5  | 9   | 27  |
| 1984–85     | Minnesota North Stars | NHL         | 51   | 15  | 17  | 32   | 41   | 9   | 3  | 3  | 6   | 8   |
| 1985–86     | Minnesota North Stars | NHL         | 75   | 44  | 45  | 89   | 51   | 5   | 0  | 1  | 1   | 6   |
| 1986–87     | Minnesota North Stars | NHL         | 80   | 52  | 51  | 103  | 88   | —   | —  | —  | —   | —   |
| 1987–88     | Minnesota North Stars | NHL         | 67   | 41  | 45  | 86   | 79   | —   | —  | —  | —   | —   |
| 1988–89     | Minnesota North Stars | NHL         | 65   | 32  | 27  | 59   | 64   | —   | —  | —  | —   | —   |
| 1988–89     | Washington Capitals   | NHL         | 11   | 12  | 3   | 15   | 12   | 6   | 3  | 3  | 6   | 12  |
| 1989–90     | Washington Capitals   | NHL         | 80   | 41  | 38  | 79   | 122  | 8   | 8  | 3  | 11  | 6   |
| 1990–91     | Washington Capitals   | NHL         | 54   | 21  | 18  | 39   | 66   | 11  | 5  | 4  | 9   | 22  |
| 1991–92     | Washington Capitals   | NHL         | 78   | 38  | 38  | 76   | 78   | 7   | 5  | 4  | 9   | 14  |
| 1992–93     | Detroit Red Wings     | NHL         | 82   | 41  | 56  | 97   | 81   | 7   | 4  | 2  | 6   | 16  |
| 1993–94     | Detroit Red Wings     | NHL         | 66   | 28  | 29  | 57   | 73   | 7   | 5  | 2  | 7   | 14  |
| 1994–95     | Detroit Red Wings     | NHL         | 42   | 16  | 27  | 43   | 39   | 16  | 9  | 2  | 11  | 22  |
| 1995–96     | Detroit Red Wings     | NHL         | 64   | 22  | 21  | 43   | 99   | 17  | 6  | 2  | 8   | 26  |
| 1996–97     | Tampa Bay Lightning   | NHL         | 77   | 35  | 25  | 60   | 116  | —   | —  | —  | —   | —   |
| 1997–98     | Tampa Bay Lightning   | NHL         | 34   | 11  | 6   | 17   | 42   | —   | —  | —  | —   | —   |
| 1997–98     | Florida Panthers      | NHL         | 28   | 5   | 11  | 16   | 28   | —   | —  | —  | —   | —   |
| 1998–99     | Florida Panthers      | NHL         | 14   | 6   | 1   | 7    | 27   | —   | —  | —  | —   | —   |
| OMJHL razem | OMJHL razem           | OMJHL razem | 226  | 169 | 177 | 346  | 201  | 41  | 22 | 34 | 56  | 35  |
| NHL razem   | NHL razem             | NHL razem   | 1232 | 608 | 592 | 1200 | 1425 | 141 | 73 | 45 | 118 | 211 |

### Międzynarodowe
| Rok              | Drużyna          | Turniej          | M  | G | A | Punkty | Kary |
| ---------------- | ---------------- | ---------------- | -- | - | - | ------ | ---- |
| 1980             | Kanada           | WJC              | 5  | 5 | 1 | 6      | 2    |
| 1982             | Kanada           | WC               | 9  | 2 | 1 | 3      | 0    |
| 1987             | Kanada           | WC               | 10 | 4 | 2 | 6      | 2    |
| Juniorskie razem | Juniorskie razem | Juniorskie razem | 5  | 5 | 1 | 6      | 2    |
| Seniorskie razem | Seniorskie razem | Seniorskie razem | 19 | 6 | 3 | 9      | 2    |